# Pantitlán (métro de Mexico)
Pantitlán est une importante station de correspondance du métro de Mexico, qui relie entre-elles les stations terminus : de la ligne 1, de la ligne 5, de la ligne 9 et de la ligne A. Elle est située, sur les avenues Miguel Lebrija et Río Churubusco à l'est de Mexico, en limite des divisions territoriales Iztacalco Venustiano Carranza, et Iztapalapa à l'est de Mexico au Mexique.
Elle est mise en service en 1981, pour la ligne L5. Puis elle devient une ligne de correspondance en 1984 avec l'ouverture de la station de la ligne 1. Elle est complétée en 1987 avec la ligne 9, puis en 1991 avec la ligne A. En tant que station de correspondance elle est la station la plus fréquentée du réseau de la STC Metro.

## Situation sur le réseau

Plan du métro.

La station de correspondance Pantitlán comporte quatre station : la station terminus est, en souterrain, de la ligne 1, située avant la station Zaragoza, en direction du terminus ouest Observatorio ; la station terminus est, en surface, de la ligne 5, située avant la station Hangares, en direction du terminus nord-ouest Politécnico ; la station terminus est, en aérien, de la ligne 9, située avant la station Puebla, en direction du terminus ouest Tacubaya ; et la station terminus ouest, en souterrain, de la ligne A, située avant la station Agrícola Oriental, en direction du terminus ouest La Paz.

## Histoire
La première station Pantitlán est, une station terminus en surface, mise en service le 19 décembre 1981, lors de l'ouverture à l'exploitation de la première section de la ligne 5, de Consulado à Pantitlán. Pantitlán, est un terme en langue Nahuatl qui signifie entre les drapeaux. Du temps des Aztèques, ce lieu faisait partie du Lac Texcoco. Il y avait là un égout où les tourbillons avaient une telle force qu'ils emportaient les canots. On sécurisa le lieu en y plaçant deux poteaux, et en avertissement les navigateurs avec des drapeaux. L'icône de la station représente deux drapeaux faisant référence à ces anciens signaux de navigation.
La station d'origine est complété, le 22 août 1984, par une station terminus souterraine pour la ligne 1. Lors de l'ouverture à l'exploitation du prolongement de Zaragoza à Pantitlán. Puis, le 26 août 1987, a lieu la mise en service de la station aérienne de la ligne 9, lors de l'ouverture de la première section de cette ligne entre Pantitlán et Centro Médico. La dernière station ouverte, est de nouveau un terminus souterrain, mise en service le 12 août 1991, lors de l'ouverture de la première section de la ligne A, de Pantitlán à La Paz.

## Services aux voyageurs

### Desserte

Les sous stations Pantitlán
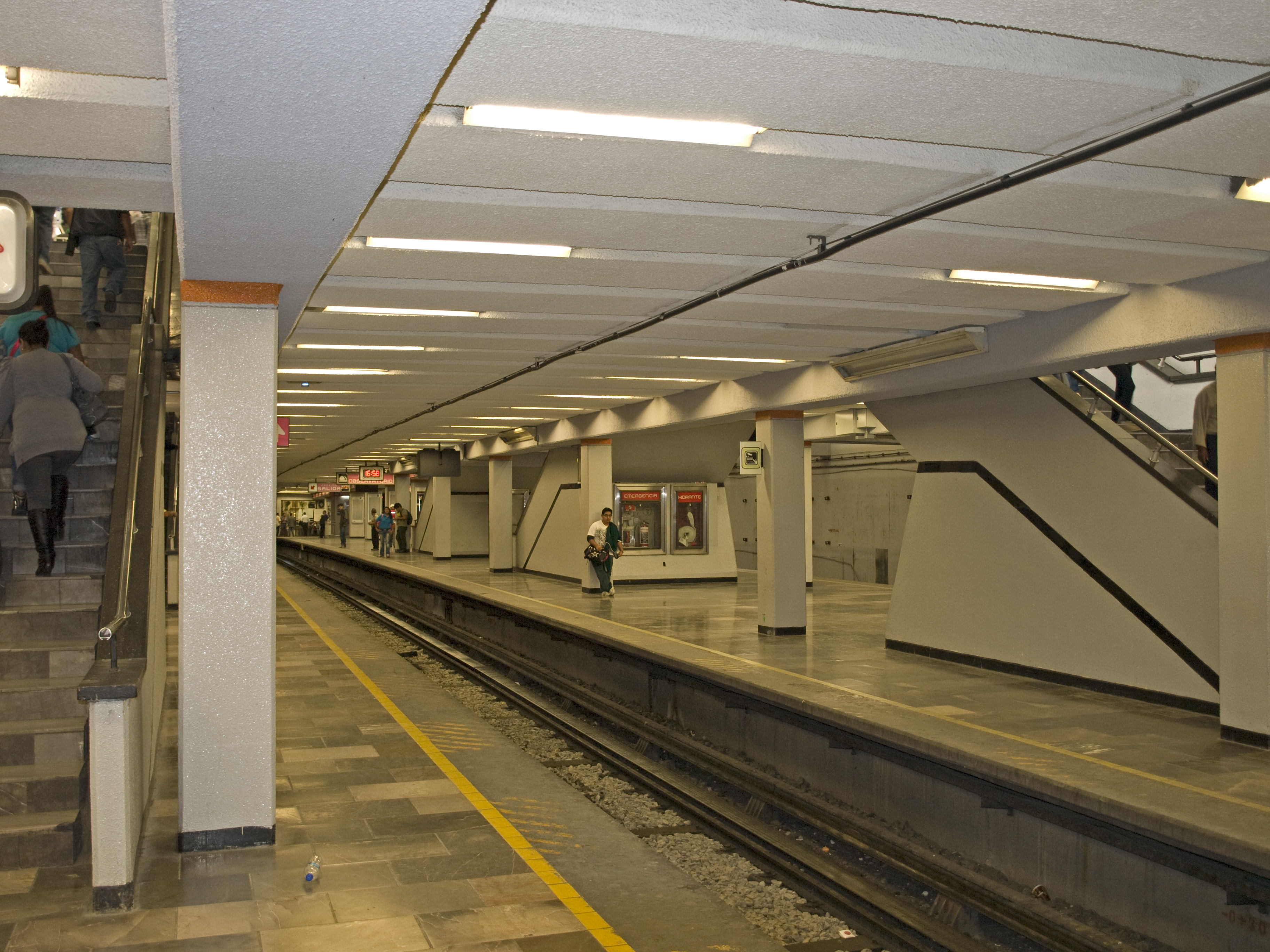
ligne 1.
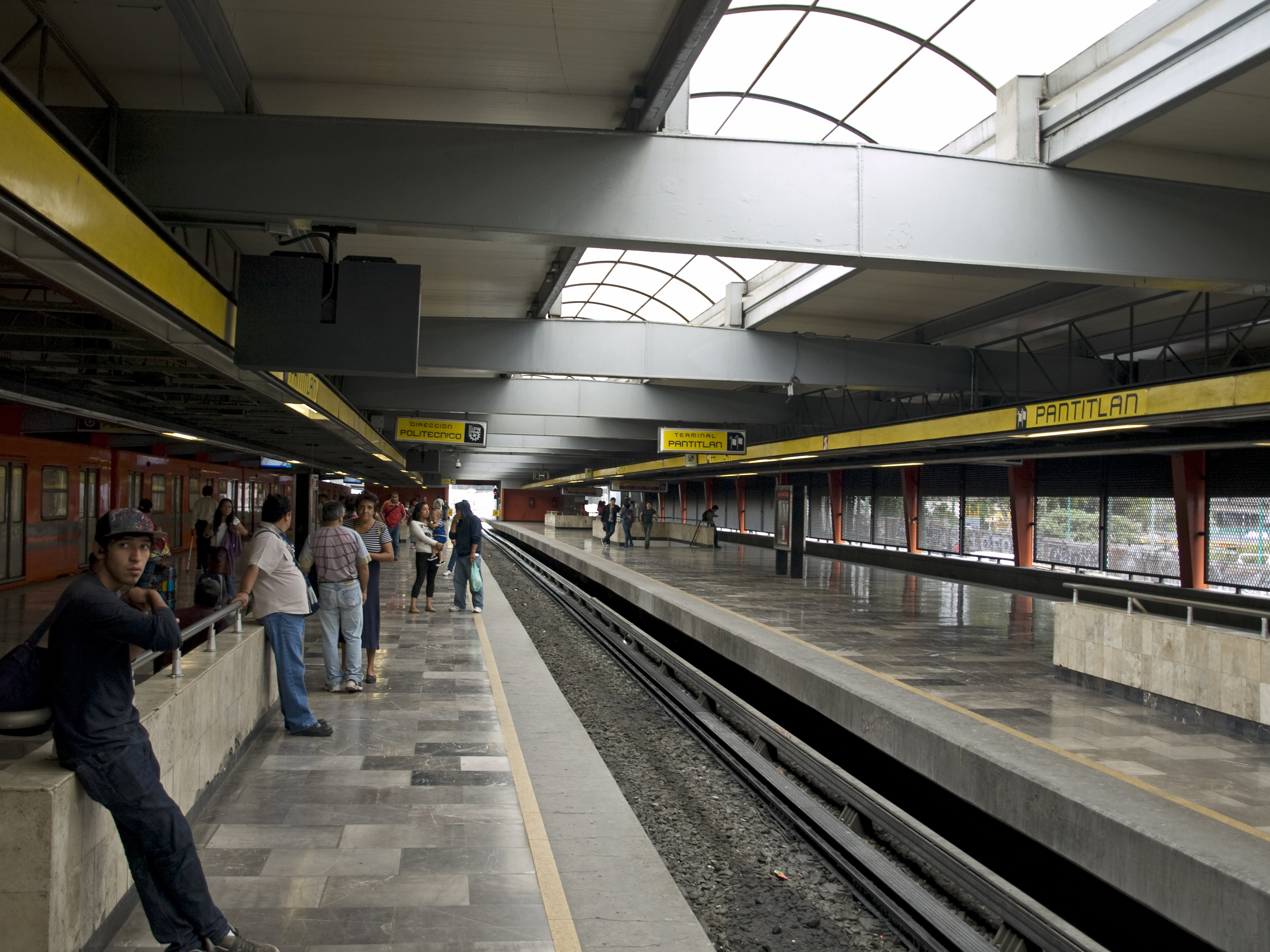
ligne 5.
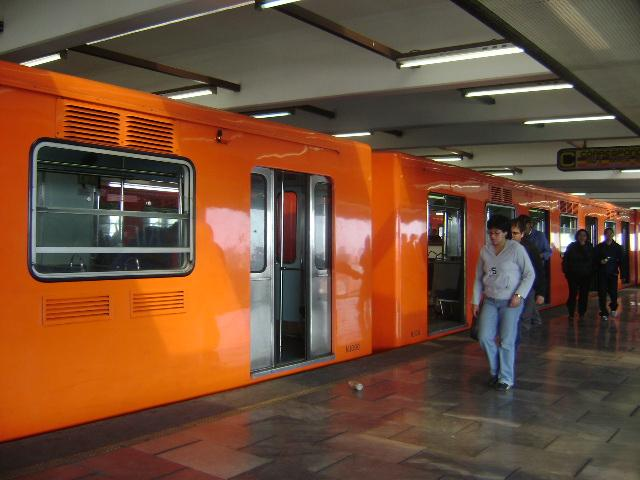
ligne 9.
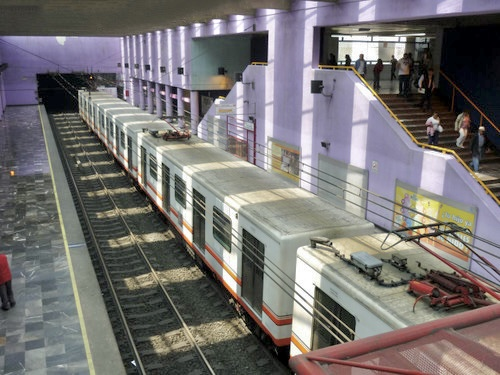
ligne A.
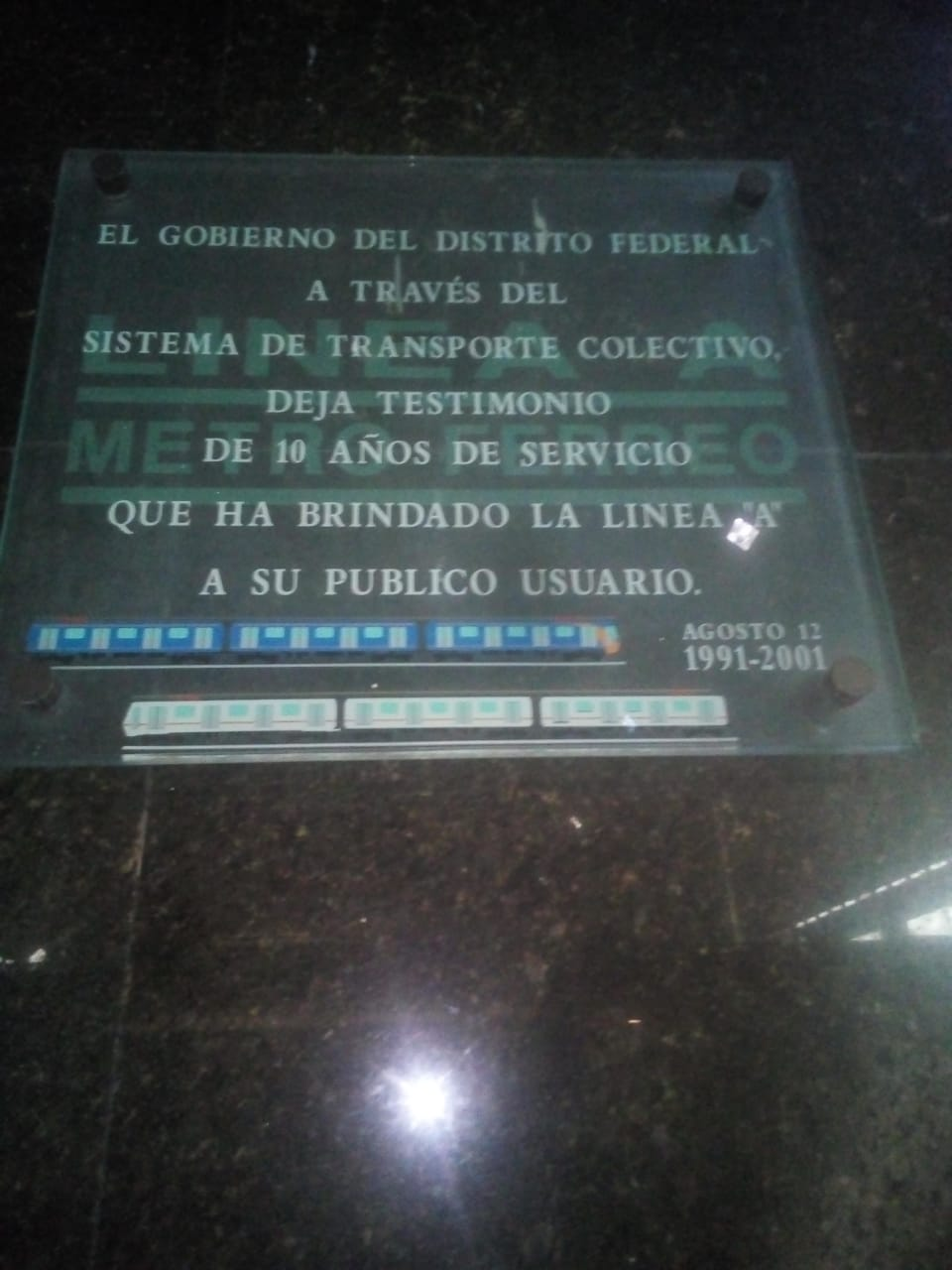
Plaque commémorative pour les 10 ans de service sur la Ligne A